# Sarah B. Pomeroy
Sarah B. Pomeroy est une professeure américaine de lettres classiques.

## Jeunesse et éducation
Sarah Pomeroy est née à New York en 1938. Elle fréquente l'école Birch Wathen, prenant entre autres matières le latin et l'histoire ancienne. Elle obtient son diplôme d'études secondaires à 16 ans et commence un cursus au Barnard College en Lettres classiques, en suivant des cours à l'université Columbia aux côtés de ceux de Barnard, en raison de la petite taille du département Barnard à l'époque. Elle obtient son diplôme en 1957, à l'âge de dix-neuf ans, et commence un programme d'études supérieures à Columbia, sous la direction d'Evelyn Byrd Harrison et d'Otto Brendel. Au cours de ses études supérieures, elle travaille sur la papyrologie avec John Day et, de 1962 à 1963, elle entreprend également des études de droit romain à Columbia,. Sa thèse de doctorat étudie le premier bail publié d'une oliveraie de Karanis en Égypte.

## Carrière académique
Pomeroy occupe son premier poste à l'université du Texas à Austin en 1961, où elle reste jusqu'en 1962. En 1964, elle prend un poste de chargée de cours au Hunter College, où elle reste jusqu'en 1965,. Elle travaille au Brooklyn College de 1967 à 1968, avant de retourner à Hunter en 1968, où elle reste jusqu'à la fin de sa carrière. Elle est aussi membre du corps professoral des classiques à la Graduate School de la City University de New York en 1978, puis est également nommée au département d'histoire. Elle devient professeure émérite du Hunter College en 1996 et, en 2003, elle reçoit le titre de professeure émérite de lettres classiques et d'histoire du Hunter College et du Graduate Center.
Elle reçoit plusieurs bourses et prix au cours de sa carrière. Elle est titulaire d'une bourse de la Fondation Ford, attribuée lors de la réception « Salute to Scholars » par la City University of New York en 1981-1982. Elle est boursière à la John Simon Guggenheim Memorial Foundation en 1998 et reçoit des subventions de l'American Council of Learned Societies, de la Ford Foundation, du National Endowment for the Humanities, de la Andrew W. Mellon Foundation et de l'American Numismatic Society. En 2003, elle donne la conférence commémorative Josephine Earle au Hunter College. Elle est également membre de la Société américaine de philosophie.

## Publications et influence
Le premier livre de Pomeroy, Goddesses, Whores, Wives, and Slaves: Women in Classical Antiquity est publié en 1975 et est l'un des premiers ouvrages en anglais sur l'histoire générale des femmes dans l'Antiquité. Il est réédité en 1994, et il est décrit par un éditeur de Random House comme "l'un des cinq livres qui changent de paradigme du XXe siècle" et est utilisé comme manuel dans de nombreux cours de niveau universitaire sur les études de genre.

## Livres
- Goddesses, Whores, Wives, and Slaves: Women in Classical Antiquity (Schocken, 1975); (ISBN 9780805205305)
- Ancient history (avec Stanley M. Burstein, 1984) ; (ISBN 9780910129114)
- Women in Hellenistic Egypt: From Alexander to Cléopâtre (Schocken, 1984) ; (ISBN 9780805239119)
- Women's History and Ancient History (Chapel Hill, 1991); (ISBN 9780807819494)
- Oeconomicus: A Social and Historical Commentary, avec Xenophon (Clarendon Press, 1994); (ISBN 9780198140825)
- Families in Classical and Hellenistic Greece: Representations and Realities (Oxford University Press, 1997) ; (ISBN 9780198152606)
- Ancient Greece: A Political, Social, and Cultural History (avec Stanley M. Burstein, Walter Donlan et Jennifer Tolbert Roberts, Oxford University Press, 1999) ; (ISBN 9780195097436)
- Plutarch’s Advice to the Bride and Groom and A Consolation to His Wife: English Translations, Commentary, Interpretive Essays, and Bibliography (Oxford University Press, 1999) ; (ISBN 9780195120233)
- Spartan Women (Oxford University Press, 2002); (ISBN 9780195130669)
- A Brief History of Ancient Greece: Politics, Society, and Culture (avec Stanley M. Burstein, Walter Donlan et Jennifer Tolbert Roberts, Oxford University Press, 2004); (ISBN 9780195156812)
- The Murder of Regilla: A Case of Domestic Violence in Antiquity (Harvard University Press, 2007); (ISBN 9780674042209)
- Pythagorean Women (Johns Hopkins University Press, 2013); (ISBN 9781421409566)
- Maria Sibylla Merian : Artist, Scientist, Adventurer (avec Jeyaraney Kathirithamby, J. Paul Getty Museum, 2018) ; (ISBN 978-1947440012)
- Benjamin Franklin, Swimmer: An Illustrated History (American Philosophical Society Press, 2021); (ISBN 9781606181065)